# Roggwil (Berna)
Roggwil es una comuna suiza del cantón de Berna. Tiene una población estimada, a fines de 2020, de 4176 habitantes.
Está situada en el distrito administrativo de Alta Argovia. Limita al norte con la comuna de Wynau, al este con Murgenthal (AG) y Pfaffnau (LU), al sur con y suroeste con Langenthal, y al oeste con Aarwangen.
Hasta el 31 de diciembre de 2009 estaba situada en el distrito de Aarwangen.

## Transportes
Ferrocarril
Cuenta con una estación ferroviaria en la que efectúan parada trenes pertenecientes a la red S-Bahn Argovia.

## Ciudades hermanadas
- Blatná.